# Saline County (Illinois)
Saline County is een county in de Amerikaanse staat Illinois.
De county heeft een landoppervlakte van 993 km² en telt 26.733 inwoners (volkstelling 2000). De hoofdplaats is Harrisburg.

## Bevolkingsontwikkeling

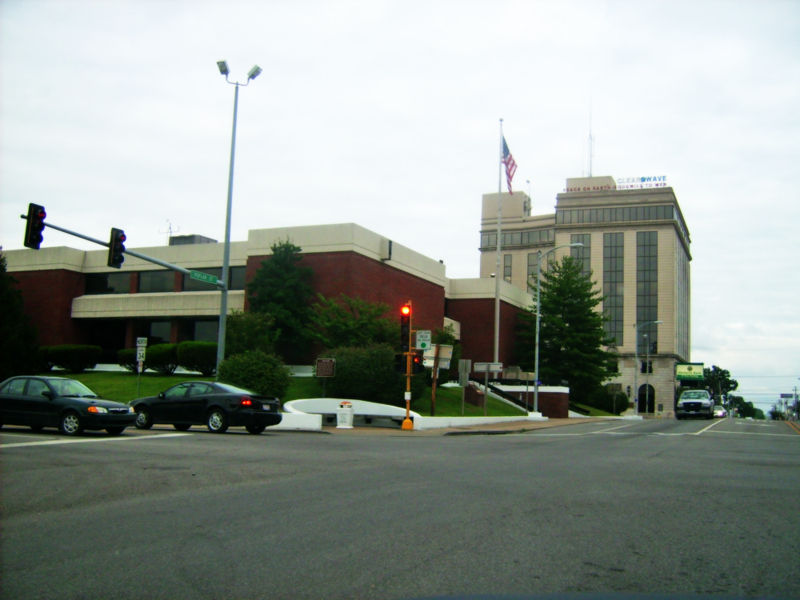
Saline County Courthouse